# Mănești, Argeș
Mănești este un sat în comuna Cuca din județul Argeș, Muntenia, România.